# Ma dernière balle sera pour toi
Pour plus de détails, voir Fiche technique et Distribution.
Ma dernière balle sera pour toi (Anda muchacho, spara!) est un western spaghetti hispano-italien réalisé par Aldo Florio et sorti en 1971.

## Synopsis
Roy Greenford, tireur, s'évade d'une colonie pénitentiaire américaine en compagnie d'Emiliano, un rebelle mexicain qui meurt au cours de l'évasion. Sur les conseils de ce dernier, il rejoint son village natal et découvre qu'il est habité par des chercheurs d'or exploitées par Redfield, un grand propriétaire terrien qui les exploite et qui, avec l'aide de ses hommes de main Lawrence et Newman, oblige les travailleurs à lui livrer leurs gains. Aidé par le vieux Joselito, qui le remet dans le droit chemin, Roy est persuadé de partir libérer les mineurs d'or de l'esclavage.
Face à la disproportion des forces en présence, il décide de faire preuve d'astuce et parvient à se faire embaucher par Redfield afin d'aider les ouvriers, de mettre la main sur le trésor et de monter les hommes de Redfield les uns contre les autres. Dans cette entreprise, outre Joselito, il ne peut compter que sur le soutien du vieux télégraphiste de la ville et de Jessica, une Mexicaine enlevée à sa famille, devenue une sorte d'objet sexuel entre les mains des trois hommes. Après avoir récupéré une partie de l'or, le tireur est découvert et capturé par les hommes de Redfield, seuls maîtres de la ville après l'élimination des deux associés. Brutalement torturé, Roy est libéré par Jessica, qui séduit le gardien Chris pour lui arracher les clés. Caché et soigné par Joselito, il se rétablit, élimine les brutes et rend l'or aux mineurs, les incitant à défendre eux-mêmes leur liberté.

## Fiche technique
- Titre italien : Anda muchacho, spara![1],[2],[3]
- Titre français : Ma dernière balle sera pour toi[4]
- Réalisateur : Aldo Florio
- Scénario : Bruno Di Geronimo, Aldo Florio, Eduardo Manzanos Brochero
- Photographie : Emilio Foriscot
- Montage : Romeo Ciatti
- Musique : Bruno Nicolai
- Décors et costumes : 	José Luis Galicia, Jaime Pérez Cubero
- Maquillage : Fabio De Rossi, Miguel Sese
- Production : Fulvio Lucisano, Eduardo Manzanos Brochero
- Société de production : Italian International Film (it), Roberto Cinematografica, Transeuropa Film, Copercines
- Pays de production :  Italie -  Espagne
- Langue originale : italien
- Format : Couleurs par Telecolor - 2,35:1 - Son mono - 35 mm
- Durée : 105 minutes
- Genre : Western spaghetti
- Dates de sortie :
  - Italie : 26 août 1971
  - Espagne : 26 février 1972
  - France : 15 mars 1972[4]

## Distribution
- Fabio Testi : Roy Greenford
- Charo López : Jessica
- José Calvo : Joselito
- Eduardo Fajardo : Redfield
- Massimo Serato : Emiliano
- Ben Carrà : Lawrence
- Romano Puppo (sous le nom de « Roman Barrett ») : Newman
- Luciano Pigozzi : Manolo
- Daniel Martin : un mineur avec Joselito
- José Nieto : Mortimer
- Goffredo Unger : Chris
- Francisco Sanz (it) : le télégraphiste
- Mario Morales : Miguel
- Barbara Pignaton : la prostituée du saloon
- Fabian Conde : un péon

## Production
Le film a été tourné dans la Communauté de Madrid : dans la ville western de Hoyo de Manzanares et à Colmenar Viejo.